# Ne me quitte pas
Ne me quitte pas (česky „Neopouštěj mne“) je francouzská píseň od belgického šansoniéra (zpěvák-skladatel) Jacquese Brela z roku 1959.
Původní verze byla mnohokrát přezpívána jak ve francouzské, tak v mnoha jiných jazykových verzích. České verze nazpívaly například Eva Pilarová, s textem Eduarda Krečmara "Když mě opustíš" (1969), Naďa Urbánková s vlastním textem "Jestli rád tě má" (1976), či Hana Hegerová, s textem Pavla Kopty "Lásko prokletá" (1977).